# Listas de Heatseekers
Listas de Heatseekers se refiere a cualquiera de los dos ranking de música que se emiten semanalmente por Billboard Magazine, el ranking de álbumes Heatseekers Albums y el de canciones Heatseekers Songs. Se estrenaron por Billboard en 1991 con el propósito de destacar las ventas de los artistas musicales emergentes. Los álbumes y las canciones que aparecen en el Top Heatseekers también pueden aparecer en Billboard 200 o Billboard Hot 100.

## Ranking de álbumes
El ranking de álbumes (Heatseekers Albums) contiene 25 posiciones que son clasificadas según los datos de venta de Nielsen SoundScan y enumeran los mejores álbumes «nuevos o en desarrollo». Una vez que un artista tiene un álbum dentro de los 100 mejores del ranking Billboard Top 200 o dentro de los 10 mejores de alguno de estos rankings: Top R&B/Hip-Hop Albums, Country Albums, Álbumes latinos, Álbumes cristianos o Gospel Albums, el álbum y las canciones posteriores no califican dentro del Heatseeker Albums.  Esto significa que algunos artistas aún pueden cualificar para los de tipo «nuevos y en desarrollo» por años o incluso décadas. The Tragically Hip ha aparecido en la lista The Heatseekers unas 10 veces entre 1992 y 2016, ya que aún califica dentro del tipo «nuevos o en desarrollo» ya que nunca ha tenido un álbum en el Billboard Top 100.
Muchos artistas no pasan por el ranking de Heatseekers ya que parten con un ranking de Billboard 200 en la posición 100 o más arriba.

## Ranking de canciones
El ranking de canciones (Heatseekers Songs) tiene 25 posiciones, valorados según datos combinados de las mediciones de Nielsen BDS, ventas según Nielsen SoundScan y streaming de los artistas vía música en línea. Tal como en los Heatseekers Albums, estos títulos apuntan a temas «nuevos o en desarrollo», por lo tanto, la canción de un artista no es parte del ranking si el tema está en la posición 50 o superior del ranking Billboard Hot 100, o su tema haya sonado en la radio antes del 5 de diciembre de 1998.